# Antoine-François Brisson
Pour les personnes ayant le même patronyme, voir Brisson.
Antoine-François Brisson, né à Paris le 25 octobre 1728 et mort à Lyon en 1796, est un avocat français.

## Biographie
Claude François Antoine Brisson est le fils d'Antoine Christophe Brisson de Grandval, bourgeois de Paris, et de Marie Colombe Morin. Marié à Marguerite Elisabeth Le Caron de Troussures, fille de  Jean Toussaint Le Caron, seigneur de Troussures, et de Marie Marguerite Danse, dame de Boulaines, il est le père de Barnabé Brisson, ainsi que le beau-père de Jean-Baptiste Biot et de Jean-François Tourneux.
Il devient maire de Beauvais en 1791.
Inspecteur du commerce et des manufactures de la généralité de Lyon, Brisson avait publié, en 1795, des Mémoires historiques et économiques sur le Beaujolais, Lyon. On lui doit aussi, entre autres : Manière de retirer de la pomme de terre la poudre blanche que l’on nomme amidon,  fécule ou farine, Lyon, 1779.
Brisson est membre de l'Académie des sciences, belles-lettres et arts de Lyon, qui possède vingt-trois manuscrits de lui sur divers sujets, de l'Académie de Villefranche, de la Société économique de Berne et des Sociétés d’agriculture de Beauvais et de Lyon.
Il a également fourni l’article « Toilerie » à l’Encyclopédie.